# انتخابات ریاست‌جمهوری تاجیکستان (۱۹۹۹)
انتخابات ریاست جمهوری در تاجیکستان در ۶ نوامبر ۱۹۹۹ برگزار شد. در نتیجه این انتخابات و با رأی مردم، امامعلی رحمانوف  که ۹۸ درصد آرا را به دست آورده بود، مجددا به عنوان ریاست جمهوری جمهوری نوپای تاجیکستان برگزیده شد. مخالفان که خواستار تعویق انتخابات بودند  و قصد داشتند آن را تحریم کنند (اما چند ساعت پیش از آغاز رأی گیری تصمیم خود را تغییر دادند)، نتیجه اعلام شده را غیرقانونی توصیف کردند.  همچنین ناظران خارجی نیز از نحوه برگزاری این انتخابات انتقاد داشتند، به ویژه در مورد مسائل ثبت نام نامزدها، دسترسی به رسانه ها و بی نظمی در رأی گیری، از جمله رأی گیری چندگانه. 
میزان مشارکت بر اساس آمار رسمی، ۹۹ درصد از ۲٬۸۶۶٬۵۷۸ رای دهنده ثبت نام شده گزارش شده است. 

## نتایج
| کاندیدا                | کاندیدا                | حزب                    | آراء      | ٪      |
| ---------------------- | ---------------------- | ---------------------- | --------- | ------ |
|                        | امامعلی رحمانف         | حزب دموکراتیک خلق      | ۲٬۷۴۹٬۹۰۸ | ۹۷٫۶۲  |
|                        | Davlat Usmon           | حزب نهضت اسلامی        | ۵۹٬۸۵۷    | ۲٫۱۲   |
| در برابر همه           | در برابر همه           | در برابر همه           | ۷٬۰۵۱     | ۰٫۲۵   |
| کل                     | کل                     | کل                     | ۲٬۸۱۶٬۸۱۶ | ۱۰۰٫۰۰ |
|                        |                        |                        |           |        |
| آراء معتبر             | آراء معتبر             | آراء معتبر             | ۲٬۸۱۶٬۸۱۶ | ۹۹٫۳۴  |
| آراء نامعتبر/سفید      | آراء نامعتبر/سفید      | آراء نامعتبر/سفید      | ۱۸٬۷۷۴    | ۰٫۶۶   |
| کل آراء                | کل آراء                | کل آراء                | ۲٬۸۳۵٬۵۹۰ | ۱۰۰٫۰۰ |
| رأی‌دهندگان ثبت‌نام کرده | رأی‌دهندگان ثبت‌نام کرده | رأی‌دهندگان ثبت‌نام کرده | ۲٬۸۶۶٬۵۷۸ | ۹۸٫۹۲  |
| منبع: Nohlen et al.    |                        |                        |           |        |